# طواف إيطاليا 1993
طواف إيطاليا 1993 هو سباق دراجات هوائية أقيم في إيطاليا بتاريخ 23 مايو – 13 يونيو، تكون السباق من 21 مرحلة وامتدّ لمسافة 3702 كم بسرعة 36.954 كم/س، استغرق السباق 98 ساعة 09 دقيقة 44 ثانية. فاز به الإسباني ميغيل إندوراين.

## الترتيب
| م                     | الدرّاج         | البلد   | الزمن                     |
| --------------------- | -------------- | ------- | ------------------------- |
| الفائز بالترتيب العام | ميغيل إندوراين | إسبانيا | 98 ساعة 09 دقيقة 44 ثانية |